# Özgün Müzik
Özgün müzik (türkisch, „originelle Musik“), auch protest müzik („Protestmusik“), ist ein in den 1980er Jahren in der Türkei aus dem Anadolu rock der 1960er Jahre und der Musikrichtung Arabeske (arabesk müzik) aufgekommener populärer Musikstil, der Elemente der türkischen Volksmusik mit westlicher Popmusik verbindet. Als Oberbegriff für eine gesangsbasierte Musik mit meist linkskritisch-politischen Inhalten vereint özgün müzik stilistisch unterschiedliche Ensembles, zu deren Besetzung häufig die Langhalslaute saz oder andere türkische Volksmusikinstrumente zusammen mit Gitarre, Keyboard und Schlagzeug gehören.

## Herkunft

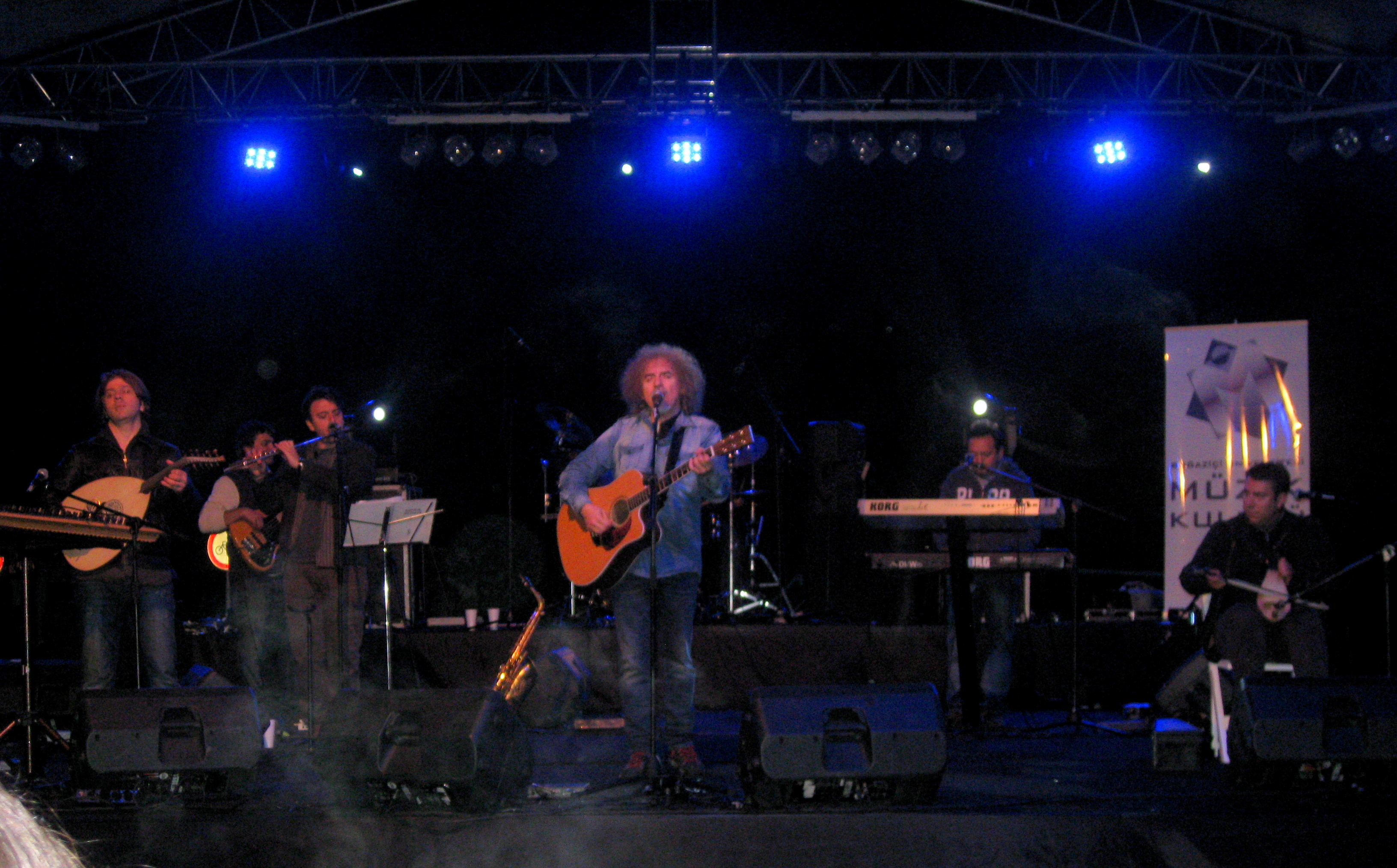
Die Gruppe Yeni Türkü in der Boğaziçi Üniversitesi in Istanbul, 2011.

Die aufgrund der regionalen kulturellen Heterogenität große Bandbreite des anatolischen Volksliedguts wird seit den Nationalisierungsbemühungen nach der Gründung der Republik Türkei 1923 als türkische Volksmusik (Türk halk müziği) zusammengefasst. Die Erforschung dieser Musik konzentrierte sich im 20. Jahrhundert darauf, ihre zentralasiatischen Wurzeln zu suchen. Die Lieder der Volksdichtung werden als türkü bezeichnet und von den epischen Gesängen der Barden (aşık müziği) unterschieden. Die zentral- und ostanatolischen aşıklar werden als Überlieferer der türkischen Nationaltradition gewürdigt. Häufig steht türkü für alle türkischen Volkslieder. Tanzlieder (sözlü oyun havalar) und instrumentale Tanzmelodien sind meist mit ihren regionalen Namen bekannt. Der Rückgriff auf eine türkische Tradition nach 1923 erfolgte als Umkehrung der Kulturpolitik im Osmanischen Reich, deren Oberschicht von arabisch-persischen Einflüssen geprägt war und die das Wort „Türke“ als Schimpfwort für ungebildete Bauern vom Land kannte. Die theoretischen Grundlagen der Türkisierung, von denen in besonderer Weise Mustafa Kemal Atatürk beeinflusst war, gehen auf den Soziologen Ziya Gökalp zurück.
Die Unterscheidung zwischen der eigenen und der kritisch zu betrachtenden, osmanisch-arabischen (arap tarzi, östlichen) Tradition lag innerhalb eines dreigeteilten Betrachtungsrahmens, zu welchem noch die europäische (westliche) Kultur gehörte. Die Entfernung vom Osten ging mit einer Hinwendung nach Westen einher, hin zu „unserer neuen Zivilisation“, wie Gökalp formulierte. Im Bereich der Musik war damit die europäisch-klassische Mehrstimmigkeit gemeint. Die erstrebte Synthese sollte darin bestehen, die anatolischen Volkslieder nach den musikalischen Gesetzen der europäischen Mehrstimmigkeit neu zu arrangieren. Entsprechende Rundfunkübertragungen und Erziehungsangebote in „Volkshäusern“ (halkevleri) wurden als Verbreitungswege des Musikgeschmacks der neuen Elite eingesetzt. Trotz dieser medialen staatlichen Überzeugungsarbeit fanden die mehrstimmigen Werke der modernen türkischen Komponisten beim Volk wenig Anklang. Stattdessen erschien es vom Blickwinkel der kemalistischen Ideologie als ein alarmierendes Zeichen, dass sich Ende der 1960er Jahre der aus der Volksmusik entstandene Musikstil Arabeske nicht nur verbreitete, sondern zu einer Art kultureller Gegenentwurf des Volkes gegen die von oben verordnete Musik entwickelte.
Sozial war die Arabeske mit den Einwohnern der „über Nacht aufgebauten“ (gecekondu) informellen Siedlungen in den Außenbezirken der großen Städte verbunden. Trotz billiger Behausungen und mangelnder Infrastruktur boten die gecekondu anfangs für die Neuankömmlinge die Basis, um sich in die städtische Kultur zu integrieren und zugleich den Kontakt mit dem Heimatdorf aufrechtzuerhalten. Dem Militärputsch vom September 1980 ging eine Zeit politischer Unruhen voraus, hervorgerufen durch wirtschaftliche Probleme und eine soziale Entfremdung der breiten städtischen Unterschicht. In Istanbul und anderen Städten lebten in den 1970er Jahren bis zu 60 Prozent der Bevölkerung in informellen Siedlungen. Als die gecekondu ihre integrierende Kraft für diesen Teil der städtischen Bevölkerung verloren, veränderte sich die Arabeske musikalisch und in ihrer gesellschaftlichen Rolle. Ihre Bedeutung in den 1970er Jahren wird in den Beinamen gececondu müziği („Slum-Musik“) und dolmuş müziği („Sammeltaxi-Musik“) deutlich. Kemalistische Gegner der Arabeske sahen diese Musik als ein bedrohliches kulturelles Problem oder als eine soziale Krankheit, die es zu kurieren gelte. Orthodoxe Muslime störten sich an den Aufführungsorten von Arabeske – den Tavernen (meyhâne) mit Rakı-Ausschank und den Bordellen. Nach 1980 durfte für einige Zeit im Rundfunk keine Arabeske-Musik mehr gesendet und Arabeske-Filme durften nicht mehr gezeigt werden. Die Generäle verbannten 1980 auch den Anadolu rock in den Untergrund. Etliche Musiker verließen daraufhin die Türkei, andere, die blieben, wurden inhaftiert.
Arabeske versinnbildlichte bis um 1980 die versäumte Anpassung der Arbeiterschicht in die städtische Gesellschaft und die Spaltung zwischen Stadt und Land. Nach 1980 veränderte sich die Unterhaltungsmusikszene, getrieben vom Wunsch, die verlorengegangene oppositionelle Kraft der Arabeske anderweitig zu erneuern. Die ländliche Volksmusik (etnik müzik) – darunter vor allem die Musik der Aleviten – begann, den städtischen Musikmarkt zu erobern. Die einzelnen ethnischen Gruppen aus Anatolien sorgten für eine Diversifizierung der auf Tonträger veröffentlichten und in den Türkü-Spielstätten dargebotenen Musik. Mit Blick auf die unterschiedlichen ethnischen Musikstile, die sich einen Platz innerhalb der städtischen Popularmusik eroberten, bezeichneten Musiker, die Musikstile aus Anatolien vortrugen oder mit anatolischen Volksmusikinstrumenten spielten, ihren Stil wahlweise als protest müzik, als „städtischen türkü“ oder als özgün müzik. Ihr gemeinsames Bestreben war und ist, die ländliche Volksmusik als die Stimme der städtischen Unterschicht und damit als eine kulturelle Opposition zu präsentieren. Özgün („original“) steht in diesem Sinn für die Bewahrung von Authentizität selbst unter den Marktgesetzen der Unterhaltungsindustrie.

## Verbreitung

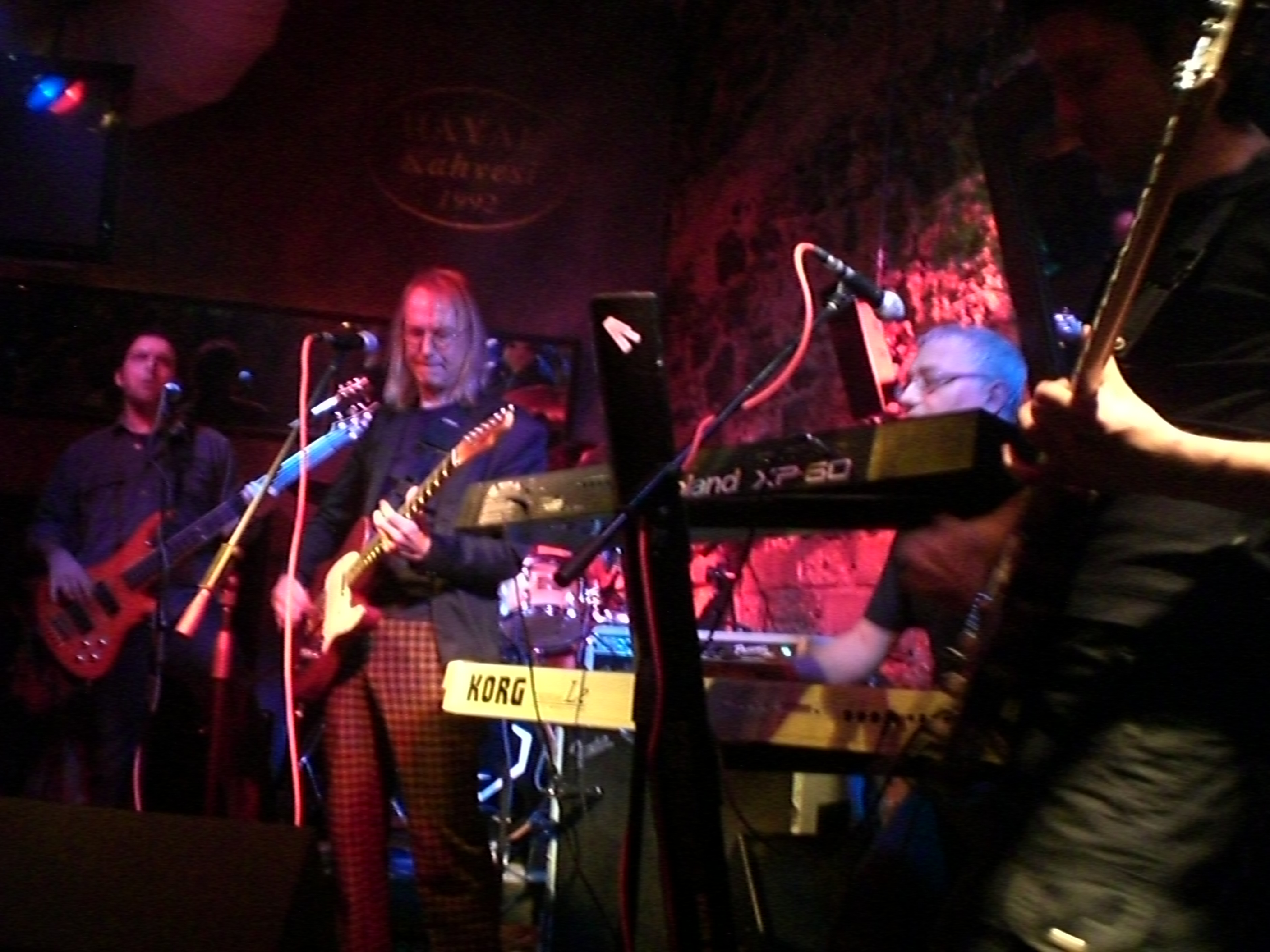
Bulutsuzluk Özlemi mit Nejat Yavaşoğulları (Mitte), 2008 oder früher.

Die özgün müzik entstand als ein häufig ruhiger, melodischer Stil politisch links orientierter Musiker aus der Verbindung anatolischer Volksmusik mit der Langhalslaute saz als Hauptinstrument und westlicher Popmusik. Neben der saz gehören typischerweise die Hirtenflöte kaval sowie Keyboard, Gitarren, E-Bass und Schlagzeug zu den europäisch-türkischen Musikinstrumenten.
Angeregt durch den Komponisten Zülfü Livaneli und den Volkssänger und saz-Spieler Ruhi Su waren in den 1980er Jahren bedeutende Vertreter der özgün müzik die kurdischen Sänger Ahmet Kaya und Ferhat Tunç sowie die Gruppe Yeni Türkü („neues Lied“), die sich unter anderem an den Protestliedern der chilenischen Gruppe Inti-Illimani und den Liedern des griechischen Komponisten Manos Loïzos orientierte. Zur özgün müzik werden des Weiteren die 1982 gegründete Gruppe Ezginin Günlüğü und die 1985 gegründete Grup Yorum gezählt, zu deren Repertoire auch kurdische Lieder gehören. Die stilistische Bandbreite erweitert der lasisch-türkische Sänger und Gitarrist Fuat Saka aus Trabzon, zu dessen Begleitensemble die aus seiner Heimatregion stammende Streichlaute kemençe gehört. Die Abgrenzung von der modernen etnik müzik, etwa der seit 1993 bestehenden Gruppe Kardeş Türküler, ist unscharf. Wenn zwischen özgün müzik und protest müzik unterschieden wird, gilt letztere als stärker politisch. Die 1984 gegründete Band Bulutsuzluk Özlemi mit ihrem Leadsänger Nejat Yavaşoğulları trat als erste Gruppe mit politischer Rockmusik in der Türkei auf. Protest müzik (auch politik pop) vertritt vorwiegend alevitische und kurdische Interessen und ist unter anderem durch die Grup Yorum, die Grup Munzur, die Grup Kızılırmak und die Grup Baran bekannt. Einige dieser Gruppen wurden verdächtigt, der illegalen kommunistischen Partei oder einer kurdischen Separatistenorganisation anzugehören.
Ihre bevorzugten Auftrittsorte in Istanbul sind die seit Anfang der 1990er Jahre beliebten Türkü-Spielstätten (türkü bar), deren Raumgestaltung mit Postern, Wandteppichen und an den Wänden aufgehängten Musikinstrumenten eine Atmosphäre aus linker Szenekneipe und anatolischem Landleben schafft. Zu den Besuchern gehören Studenten und Angehörige der Unterschicht und unteren Mittelschicht. Die türkü bar stehen in der kulturellen Nachfolge der in manchen westanatolischen Städten im Osmanischen Reich bis in die Mitte des 20. Jahrhunderts von Griechen verwalteten Kneipen, in denen Volksmusik wie zeibekiko oder rebetiko manchmal in Verbindung mit Bauchtanz (çiftetelli) dargeboten wurde. Die durch den Weggang der Griechen nach dem Pogrom von Istanbul 1955 und endgültig als Folge des Zypernkonflikts 1974 hinterlassenen musikalischen Lücken ersetzten in den 1970er Jahren türkische Musiker, die in solchen Etablissements taverna müziği, eine abgespeckte Version der Arabeske, und in den 1980er Jahren Lieder unter dem Oberbegriff özgün müzik vortrugen.
In Istanbul haben sich daneben entsprechende Unterhaltungslokale (meyhane) mit gehobenem Anspruch und solche für ein politisch rechtsgerichtetes Publikum etabliert. Ein Özgün-Musiker und zugleich Politiker der AKP ist Uğur Işılak.
Die Dominanz der großen Vertriebsfirmen im Musikgeschäft hat sich seit den 1990er Jahren durch die Liberalisierung von Gesetzen verstärkt. Ausländische Investitionen wurden dadurch erleichtert. Viele türkische Popmusikstars sind bei internationalen Plattenfirmen unter Vertrag, während Özgün-Musikgruppen nach wie vor ihre Werke bei kleinen, regionalen Musiklabels veröffentlichen. Die seit 2002 amtierende AKP-Regierung behindert die Özgün-Musikgruppen auf mehrerlei Weise. Es gab aufgrund unliebsamer Texte etliche Fälle von Zensur und Verhaftungen wegen angeblicher separatistischer Propaganda. Der Zensur unterliegen öffentliche Auftritte und Tonträgerproduktionen. In gewissen Fällen können Konzerte nicht genehmigt oder kurz vor Aufführungsbeginn untersagt werden. In den türkischen Rundfunksendern, die überwiegend von der staatlichen Rundfunkgesellschaft TRT kontrolliert werden, ist özgün müzik kaum zu hören.